# Yoo Hee-Joon
Yoo Hee-Joon (5 de abril de 1973) es una deportista surcoreana que compitió en judo. Ganó una medalla de oro en el Campeonato Asiático de Judo de 1997 en la categoría de –48 kg.

## Palmarés internacional
| Campeonato Asiático | Campeonato Asiático | Campeonato Asiático | Campeonato Asiático |
| Año                 | Lugar               | Medalla             | Categoría           |
| ------------------- | ------------------- | ------------------- | ------------------- |
| 1997                | Manila (Filipinas)  | Medalla de oro      | –48 kg              |